# Société française d’otologie, de laryngologie et de rhinologie
La Société française d'oto-rhino-laryngologie et de chirurgie de la face et du cou (SFORL) est une société savante créée en 1882 sous le nom de Société française d'otologie et de laryngologie. Elle compte plus de 2 600 membres dont plus de 700 membres correspondants étrangers.
Elle a pour but le développement scientifique de la spécialité et contribue à ce titre, à l'organisation de la plus grande manifestation ORL française et francophone : son Congrès national. Le niveau scientifique et la qualité de l'exposition de ce congrès en font la manifestation scientifique incontournable de la spécialité.
La Société française d'ORL représente et défend également les intérêts de la spécialité par l'élaboration de recommandations, la présentation de 2 rapports annuels thématiques et la participation à des actions de formation continue. Elle constitue donc un lieu d'échange privilégié, destiné à tous les ORL quels que soient leur génération,  leur mode et leur lieu d'exercice.

## Présidents
- Émile Moure (1855-1941) - fondateur et premier président (1882, 1889)
- Georges Portmann (1890-1985) - président (1954)
- François Legent (1932-2021) - président (1997)
- Jean-Pierre Sauvage - président (2005)
- Claude Beauvillain de Montreuil - président (2006)
- Jean-Jacques Pessey - président (2007)
- Patrice Tran Ba Huy - président (2008)
- Jean-Pierre Bébéar - président (2009)
- Bernard Guerrier - président (2010)
- Danièle Dehesdin - présidente (2011)
- Bruno Frachet - président (2012)
- Christian Martin - président (2013)
- Olivier Sterkers - président (2014)
- Émile Reyt (d) - président (2015)
- Frédéric Chabolle - président (2016, 2017)
- Eréa-Noël Garabedian (d) - président (2018)
- Alain Uziel (d) - président (2019)
- Jean Lacau Saint-Guily (d) - président (2020, 2021)
- Jean-Michel Triglia - président (2022)

## Sources
1. ↑  « Société française d'oto-rhino-laryngologie (SFORL) », sur cths.fr (consulté le 15 juillet 2023).

- Liste des présidents sur le site de l'association.